# Прямой метанольный топливный элемент

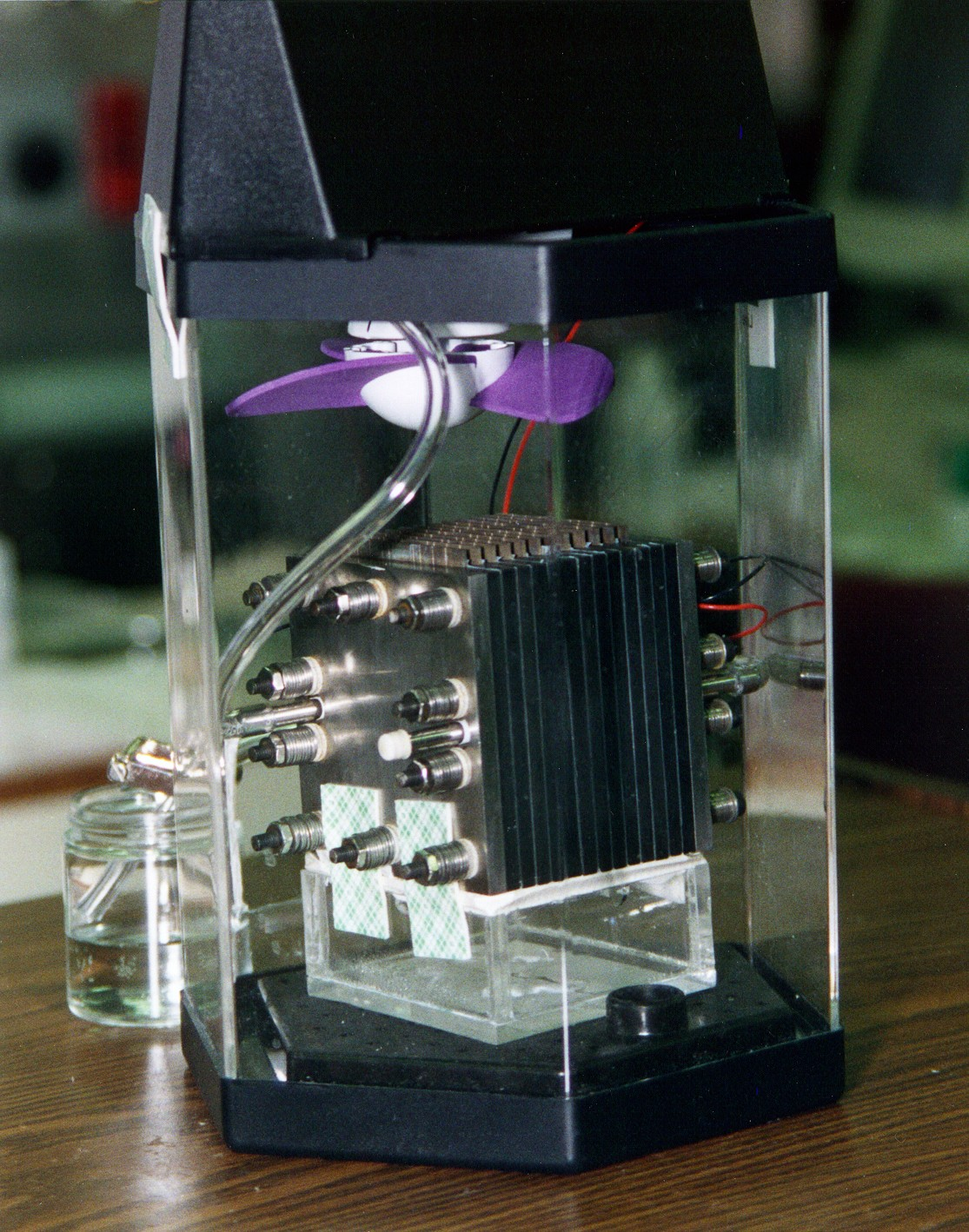
Прямой метаноловый топливный элемент

Прямой метаноловый топливный элемент (англ. Direct-methanol fuel cells, DMFC) —, это разновидность топливного элемента с протонообменной мембраной, в котором топливо, метанол, предварительно не разлагается с выделением водорода, а напрямую используется в топливном элементе.

## Достоинства
Поскольку метанол поступает в топливный элемент напрямую, каталитический риформинг (разложение метанола) не нужен; хранить метанол гораздо проще, чем водород, поскольку нет необходимости поддерживать высокое давление, так как метанол при атмосферном давлении и температуре ниже 64°C является жидкостью. Энергетическая ёмкость (количество энергии в данном объеме) у метанола выше, чем в таком же объёме водорода, сжатого как в существующих образцах водородных автомобилей. Например, современные баллоны высокого давления, позволяющие хранить водород при 800 атм., содержат 5-7 весовых % водорода по отношению к общей массе баллона. При подсчете такого "водородного" эквивалента для метанола получается 13%. Такая энергоёмкость является максимальной из всех известных систем хранения топлива для топливных элементов.

## Недостатки
Метанол ядовит, поэтому использование решений на основе DMFC в бытовой технике может быть опасным. Существенные ограничения на широкое применение топливных элементов накладывает использование в качестве катализаторов драгоценных металлов (платиноидов), что ведет к дороговизне как самих установок, так и получаемого электричества.

## Реакция
Работа топливных элементов этого типа основана на реакции окисления метанола на катализаторе в диоксид углерода. Вода выделяется на катоде. Протоны (H+) проходят через протонообменную мембрану к катоду, где они реагируют с кислородом и образуют воду. Электроны проходят через внешнюю цепь от анода к катоду, снабжая энергией внешнюю нагрузку.
Реакции:
На аноде
2CH3OH + 2H2O → 2CO2 + 12H+ + 12e−
На катоде
3O2 + 12H+ + 12e− → 6H2O
Общая для топливного элемента:
2CH3OH + 3O2 → 2CO2 + 4H2O

## Применение
В настоящее время ведутся работы по адаптации DMFC топливных элементов для применения в:
- транспортных приложениях, например для бортового питания
- мобильных приложениях (сотовые телефоны, ноутбуки)